# フィル・ミントン
フィル・ミントン（Phil Minton、1940年11月2日 - ）は、ジャズ/フリー・インプロヴィゼーションのボーカリスト兼トランペッターである。
ミントンは、たいへんドラマチックなバリトンであり、文学のテキストを専門とする傾向がある。マイク・ウェストブルックのグループではウィリアム・ブレイクの歌詞を、サイモン・ナバトフとの活動ではダニイル・ハルムスとヨシフ・ブロツキーの歌詞を歌い、自分のアンサンブルではジェイムズ・ジョイスの『フィネガンズ・ウェイク』の抜粋を歌っている。彼はジミ・ヘンドリックスのトリビュート・アルバムで、オーバー・ザ・トップの形で歌詞を伸ばしている。1987年から1993年の間、ミントンはリンジー・クーパーの「オー・モスクワ・アンサンブル」で、ヨーロッパ、北米、ロシアをツアーした。
しかしながら、彼は完全にフリー・フォームな作品で最もよく知られており、それは魅惑されるほど不安にさせることができる「拡張されたテクニック」を伴っている。彼のボーカルにはしばしば、むかつく、げっぷ、悲鳴、あえぎ声、子供のようなつぶやき、泣き叫ぶ、泣く、ハミングの音が含まれている。また、声帯を歪ませて2つの音を一度に発声することもできる。DJで詩人のケネス・ゴールドスミスは下記のように説明している。
「このディスク（アルバム『A Doughnut in One Hand』）のミントンの範囲といったら、男が自分の嘔吐物で窒息する音から、おじいちゃんが最終的に呼吸器のプラグを抜くときの音までにわたります。ミントンは、よだれを使ってヨーヨーを遊んでいる自分から接触式マイクで音を拾う小さな子供のようなものです。言わば、泣き叫ぶ赤ちゃんです。複数のげっぷの芸術を習得しました。指をぐるぐる回す技を完成させ、うめきながら唇の上でそれを走らせます。彼がマイクを使い終わった後、彼のマイクがどのようになっているのかを見るのは御免被りたい。……ミントンは……私たちが聴きたくないノイズの音楽的性質を熟考することを私たちに強制し、その事実だけでこれを重要な録音にしてしまうのです」。
ミントンの最も共演する即興演奏仲間は、ピアニストのヴェリアン・ウェストンとドラマーのロジャー・ターナーだが、彼はヨーロッパ・シーンにおけるほとんどの即興演奏家と仕事をしている。一部の第一世代にあたるフリー・インプロヴィゼーション演奏家とは異なり、彼は電気音響の即興演奏にもよく参加している。

## ディスコグラフィ

### ソロ・アルバム
- A Doughnut in Both Hands (1981年、Rift)
- Voice of America (1982年、Rift) ※with フレッド・フリス、ボブ・オスタータグ
- Ways (1987年、ITM) ※with ヴェリアン・ウェストン
- The Berlin Station (1988年、FMP)
- Mouthful of Ecstasy (1996年、Les Disques Victo)
- My Chelsea (1997年、Rectangle) ※with ノエル・アクショテ、ロル・コックスヒル
- Two Concerts (1998年、FMP)
- A Doughnut in One Hand (1998年、FMP)
- Apples of Gomorrah (2002年、GROB) ※with ジョン・ブッチャー
- Mopomoso Solos 2002 (2004年、Emanem) ※with クリス・バーン、ロル・コックスヒル
- Five Men Singing (2004年、Les Disques Victo)
- Constant Comments (2005年、FMR) ※with フレッド・ヴァン・ホーフ
- The Enigma Carols (2005年、Recorded)
- Scatter (2007年、FMR) ※with パット・トーマス
- Tasting (2007年、Another Timbre) ※with ソフィー・アグネル
- Slur (2007年、Emanem)
- No Doughnuts in Hand (2008年、Emanem)
- Midhopestones (2009年、Another Timbre) ※with マイケル・ドネダ
- Fragments of the Cadastre (2010年、Another Timbre) ※with マイケル・ドネダ
- Anicca (2011年、Dancing Wayang)
- The Knowledge of Its Own Making (2014年、Huddersfield Contemporary) ※with サイモン・フェル
- A Doughnut's End (2015年、Fataka)
- Leandre - Minton (2017年、Fou)
- Say Yes. Till No. (2018年、Neos)
- Ductus Pneumaticus (2018年、WhirrbooM!) ※with トルステン・ミュラー
- Blasphemious Fragments (2019年、Rastascan)

### マイク・ウェストブルック
- 『ソリッド・ゴールド・キャデラック』 - Solid Gold Cadillac (1972年、RCA)
- Brain Damage (1973年、RCA) ※ソリッド・ゴールド・キャデラック名義
- Plays for the Record (1976年、Transatlantic)
- 『グース・ソース』 - Goose Sauce (1978年、Original)
- 『ママ・シカゴ』 - Mama Chicago (1979年、RCA)
- Bright as Fire (1980年、Original)
- The Paris Album (1981年、Polydor)
- The Cortège (1982年、Original)
- 『オン・デュークス・バースデイ』 - On Duke's Birthday (1985年、hat Art)
- 『プレイズ・ビートルズ - オフ・アビー・ロード』 -  Off Abbey Road (1990年、Enja)